# Egnatiella
Egnatiella is een geslacht van rechtvleugeligen uit de familie veldsprinkhanen (Acrididae). De wetenschappelijke naam van dit geslacht is voor het eerst geldig gepubliceerd in 1914 door Bolívar.

## Soorten
Het geslacht Egnatiella omvat de volgende soorten:
- Egnatiella cabrerai Bolívar, 1914
- Egnatiella lineaflava Bolívar, 1914
- Egnatiella macroptera Bolívar, 1914
- Egnatiella major Bolívar, 1914
- Egnatiella modestior Bolívar, 1914